# Remixes (álbum de Coldplay)
Remixes foi um EP de remixes lançado em 2003 pela banda inglesa Coldplay em formato de vinil e constituído por três faixas gravadas pela banda com a gravadora Parlophone. As canções do EP foram todas retiradas do seu álbum A Rush of Blood to the Head de 2002. O lançamento foi limitado a cerca de 1000 exemplares e lançado exclusivamente através do site oficial da banda.

## Lista de faixas
| N.º | Título                                                                  | Duração |  |
| 1.  | "Clocks" (Röyksopp Trembling Heart Mix)                                 | 5:40    |  |
| 2.  | "Clocks" (Röyksopp Trembling Heart Instrumental Mix)                    | 5:40    |  |
| 3.  | "God Put a Smile upon Your Face" (Def Inc. Remix – featuring Mr. Thing) | 5:28    |  |